# Cyprian Witte
Cyprian Witte, SS.CC. (ur. 27 sierpnia 1890 w Kolonii, zm. 15 kwietnia 1944) – niemiecki duchowny katolicki, prefekt apostolski Środkowej Norwegii od 1932 r.

## Życiorys
W Kolonii spędził dzieciństwo i młodość. Po uzyskaniu matury wstąpił do zakonu Zgromadzenia Najświętszych Serc Jezusa i Maryi oraz Wieczystej Adoracji Najświętszego Sakramentu Ołtarza i podjął studia teologiczne, które ukończył w 18 lipca 1915, jednocześnie otrzymując święcenia kapłańskie. Przez następne kilkanaście lat pracował w parafiach tej wspólnoty na terenie rodzinnych Niemiec.
Po utworzeniu prefektury apostolskiej dla Środkowej Norwegii, ze stolicą w Trondheim, został skierowany do pracy duszpasterskiej w tym kraju, obejmując urząd prefekta apostolskiego w 1932. 10 marca 1944 złożył rezygnację z tej funkcji. Niedługo potem zmarł.